# Грабитель (Marvel Comics)
Граби́тель (англ. Burglar) — персонаж американских комиксов издательства Marvel Comics. В большинстве случаев его имя не было раскрыто, однако несколько адаптаций средств массовой информации идентифицировали его как Де́нниса Кэррада́йна (англ. Dennis Carradine), начиная с картины «Человек-паук 3: Враг в отражении» 2007 года. Наиболее известен как первый преступник, с которым столкнулся Человек-паук, а также убийца его дяди Бена. Дебютировав в Amazing Fantasy #15 (Август, 1962), грабитель фигурирует в большинстве историй происхождения Человека-паука.
На протяжении многих лет с момента его первого появления в комиксах персонаж появился в других медиа продуктах, в том числе: фильмы, мультсериалы и видеоигры. В трилогии Сэма Рэйми его сыграл Майкл Пападжон, а в фильме «Новый Человек-паук» 2012 года роль исполнил Лейф Гантвурт.

## История публикаций
Первое появление грабителя состоялось в Amazing Fantasy #15 (Август, 1962).
Ко всему прочему, в комиксах фигурировали персонажи, связанные с грабителем. В Marvel Comics Presents #49-50 (Май, 1990) Человек-паук сражается с человеком, который носит ту же одежду, что и грабитель, застреливший дядю Бена. В какой-то момент мужчина загадочно заявляет: «У меня должок к [Человеку-пауку] за то, что тот сделал с моим братом». В Spider-Man #26 (Сентябрь, 1992) Человек-паук встречает другого человека в одежде грабителя, но без пистолета. Подразумевается, что дядя по материнской линии этого грабителя был настоящим грабителем.
В The Amazing Spider-Man #200 состоялось финальное противостояние Человека-паука и убийцы дяди Бена.

## Биография вымышленного персонажа
Мало что известно о прошлом грабителя, однако упоминается, что он стал преступником с ранних лет. Попав в тюрьму в какой-то момент своей жизни, грабитель оказался в одной камере с пожилым гангстером по имени Датч Мэллон. Тот проговорился во сне о большой сумме денег, которые спрятал в загородном доме, после чего грабитель вознамерился завладеть этим кладом.
В попытках установить местонахождение дома, где находилось имущество Мэллоуна, этот преступник успешно ограбил телевизионную станцию в поисках информации. Питер Паркер, познавший немного славы как Человек-паук, не удосужился остановить его, несмотря на то, что у него была возможность сделать это. Узнав, что дом, в котором были спрятаны деньги Мэллоуна, был домом Паркеров, грабитель ворвался в него в поисках добычи, убивая дядю Питера Бена Паркера, когда тот застал грабителя врасплох. Тот скрылся с места преступления, преследуемый полицией до заброшенного склада. Офицер полиции возле дома Паркеров рассказал Питеру о произошедшем. Узнав, где находится грабитель, Человек-Паук направился на заброшенный склад. Желая отомстить за смерть своего дяди Бена, Питер атаковал и нокаутировал грабителя. В этот момент Человек-паук с ужасом осознал, что этот человек был тем самым вором, которому он позволил скрыться с телестанции. В то время как преступник был захвачен полицией, Человек-паук решил использовать свои во благо, дав слово самому себе предотвратить любое преступление, свидетелем которого он станет.
Спустя годы грабитель отбыл свой срок и был освобождён из тюрьмы, несмотря на то, что психиатры сочли его психически неуравновешенным. По-прежнему желая заполучить сокровища Мэллона, грабитель арендовал старый дом Паркеров. Потерпев неудачу в поисках, он решил допросить вдову Бена Паркера Мэй Паркер, переехавшую в дом престарелых. Грабитель был партнёром владельца дома престарелых и главного врача Людвига Райнхарта, который на самом деле являлся суперзлодеем Мистерио. Они захватили Мэй в плен и подстроили её смерть. Позже в сотрудничестве образовалась трещина, в результате чего оба преступника повернулись друг против друга, а Райнхарт раскрыл свою истинную сущность, прежде чем избить и отправить грабителя обратно в тюрьму. Спасаясь от Мистерио, грабитель отступил на склад, где когда-то был схвачен Человеком-пауком и где удерживал в плену Мэй Паркер. Вскоре Человек-паук выследил Грабителя и столкнулся с ним, раскрыв свою истинную личность как племянника Бена Паркера. Полагая, что Человек-паук собирался убить его в отместку за убийство Бена, испугавшийся грабитель перенёс сердечный приступ и умер.
У грабителя была дочь по имени Джессика Кэррадайн, фотограф, разделявшая непродолжительные отношения с клоном Человека-паука Беном Рейли. Она считала, что убийство, совершённое её отцом, было несчастным случаем. По мнению девушки, пистолет, из которого был застрелен Бен Паркер, принадлежал последнему и, в момент драки, случайно выстрелил, тогда как Человек-паук убил её отца, чтобы помешать ему раскрыть правду о своей невиновности. Узнав, что Бен Рейли был Человеком-пауком, она сначала пригрозила разоблачить его фотографией, где он на лице Бена отсутствовала маска. Увидев, как Бен рискует своей жизнью, чтобы спасти невинных людей в горящем небоскрёбе, Джессика отказалась от своей мести и отдала ему фотографию. Позже она посетила могилу Бена Паркера, чтобы извиниться за свои предубеждения.

## Альтернативные версии

### Ultimate Marvel
В комиксе Ultimate Spider-Man, являющимся перезапуском классического Человека-паука, история происхождения из Amazing Fantasy #15 была переосмыслена в семи выпусках. Смерть Бена Паркера от рук грабителя не была показана вплоть до Ultimate Spider-Man #4. Как и в оригинале, он был схвачен Человеком-пауком, который ранее не стал препятствовать его задержанию. В прошлом он работал с Громилами, находясь на службе у Кингпина.

## Вне комиксов

### Телевидение
- Грабитель появляется в мультсериале «Человек-паук» 1967 года, в эпизоде «Происхождение Человека-паука».
- Грабитель появляется в эпизоде «Тётя Мэй и мышьяк», мультсериала «Человек-паук» 1981 года.
- Грабитель фигурирует во флэшбеке в эпизоде «Кто такой Человек-паук?», мультсериала «Человек-паук и его удивительные друзья» 1981 года.
- В мультсериале «Человек-паук» 1994 года убийца дяди Бена появляется в эпизоде «Грозный Мистерио».
- Грабитель фигурирует в интро мультсериала «Непобедимый Человек-паук» 1999 года.
- По версии мультсериала «Новые приключения Человека-паука» 2008 года дядю Бена убил Уолтер Харди. В эпизоде «Интервенция» его озвучил Джим Каммингс, а в серии «Премьера» — Джеймс Ремар.
- Грабитель появляется в эпизоде «Большая сила» мультсериала «Великий Человек-паук» 2012 года.
- Бенджамин Дискин озвучил грабителя в мультсериале «Человек-паук» 2017 года[11].

### Кино
- Майкл Пападжон сыграл грабителя в трилогии Сэма Рэйми[2].
  - В фильме «Человек-паук» 2002 года (в титрах указан как Угонщик) он грабит промоутера боёв без правил, который обманул Питера Паркера с денежным вознаграждением. Желая отомстить, Питер отпускает грабителя, несмотря на то, что он мог задержать его. После того, как его дядя Бен был убит угонщиком автомобиля, Питер преследует преступника и обнаруживает, что им был тот самый человек, которого он отпустил в клубе. Угонщик пытается застрелить его, но, в конечном итоге, спотыкается, и разбивается насмерть, упав с большой высоты.
  - В фильме «Человек-паук 3: Враг в отражении» 2007 года Паркеры узнают, что угонщик автомобиля, идентифицированный как Деннис Кэррадайн, не был убийцей Бена. Тот погиб от руки напарника Кэррадайна, Флинта Марко, который случайно застрелил Бена, будучи застигнутым врасплох Кэррадайном[12].
- Грабитель (в титрах указан как Кассовый вор), появляется в фильме «Новый Человек-паук» 2012 года, где его сыграл Лейф Гантвурт[3]. Он отвлекает продавца гастронома после того, как тот не продаёт Питеру Паркеру молоко из-за нехватки денег, и крадёт деньги из кассы. Вор отдаёт бутылку Питеру, который в свою очередь позволяет ему сбежать. На выходе вор сталкивается с Беном и роняет пистолет. Последний пытается схватить пистолет, но вор убивает его в завязавшейся борьбе, прежде чем сбежать. После того, как Питер находит тело Бена и в конце концов понимает, что это был вор, которому он позволил сбежать, он пытается выследить убийцу своего дяди.

### Видеоигры
- Грабитель, озвученный Дэном Гилвезаном[13], является первым боссом игры Spider-Man. Эта версия по прозвищу Спайк является лидером банды Черепов. Желая отомстить за смерть своего дяди, Человек-паук преследует Спайка до его убежища на складе и сражается с другими Черепами, прежде чем в конце концов добраться до Спайка. Лидер банды терпит поражение и пытается застрелить Человека-паука, но, как и в фильме, разбивается насмерть, выпав из окна.
- Крис Эджерли озвучил грабителя в игре The Amazing Spider-Man 2[14]. Через два года после смерти дяди Бена Человек-паук возобновляет поиски убийцы и допрашивает Германа Шульца, который раскрывает, что убийцу зовут Деннис Кэррадайн, а сам он является бандитом низшего уровня, который продаёт оружие бандам. Позже Человек-паук выслеживает Кэррадайна, который угоняет машину и берёт водителя в заложники. После того, как Человек-паук спасает заложника, Кэррадайн разбивает машину и погибает от рук «Карнаж-киллера» незадолго до того, как Человек-паук находит его труп в переулке.